# Information aéronautique
L'information aéronautique est une collection de renseignements et d'informations participant à la sécurité des vols, ainsi qu'à leur régularité et leur efficacité. Elle est constituée de produits papiers ou électroniques qui sont fournis aux usagers de l'espace aérien au travers des services AIS standardisés au niveau international par l'Organisation de l'Aviation Civile Internationale (OACI). Ces services portent sur la production, la mise à jour et la diffusion des publications d'informations aéronautiques AIP, l'émission de Notam, de bulletins de préparation des vols PIB et plus récemment, les accès à des bases de données, particulièrement d'obstacles pour la navigation aérienne. Chaque AIP couvre entre autres une série de cartes de routes aériennes, d'aérodromes et d'espaces aériens à statut particulier ainsi que des listes de moyens de navigation, d'espace aériens et les activités associées, ainsi que des détails sur les aérodromes et leurs conditions d'accès. Les principaux utilisateurs de l'information aéronautique sont les pilotes, les centres de contrôle des opérations des compagnies aériennes, les concepteurs d'espaces et de procédures de navigation aérienne au sein des organismes de contrôle aérien.

## Contexte
Les utilisateurs de l'espace aérien et des aérodromes, essentiellement les équipages, les centres de coordinations des compagnies, les contrôleurs aériens et les organismes de contrôle aérien attendent et recherchent un ensemble de renseignements, de données et de documents relatifs à la sécurité des vols, à la navigation aérienne, ou à d’autres questions techniques, administratives ou législatives d'intérêt aéronautique. Ces éléments, une fois recueillis, mis en forme et agrégés, constituent de fait l'information aéronautique et apportent les connaissances essentielles sur l’état des ressources de l’espace aérien, des aérodromes et des moyens de communication, de navigation et de surveillance y afférent.
L'information n'étant ni exhaustive, ni uniforme par nature, se pose, pour chaque utilisateur, la question de sa recherche dans des publications nationales diverses et dans autant de publications que d’États survolés, 
Sous sa forme normalisée par l'OACI et délivrée par ou au nom d'un État, elle constitue alors la référence légale en vue de préparer, conduire, gérer et contrôler de manière sûre et efficace un vol. Dans ce cas, elle s’organise comme un système d’information, sous forme de services documentaires, ou numériques avec les nouvelles technologies, fournis par des entités qualifiées de prestataire de service d'information aéronautique (AIS). Cependant, une entreprise commerciale certifiée ou une entité non commerciale ou une association peut agir comme tel et apporter pour son client une valeur ajoutée à l'information aéronautique de référence.
Au gré des mises à jour périodiques ou temporaires ou d'urgence, l’information aéronautique offre une image actualisée des ressources disponibles pour gérer un vol. Cette photographie est plus ou moins cohérente et détaillée selon la juxtaposition, l'agrégation ou la combinaison de plusieurs informations de nature et de type différents, parfois multi-sources, que l'utilisateur a réussi à composer, synthétiser et à mémoriser.

## Usage de l’information aéronautique et image opérationnelle commune
L'information aéronautique, associée à la météorologique aéronautique, sert à constituer et à partager une image opérationnelle commune (Common Operational Picture) des ressources aéronautiques utilisables et de leurs conditions. Pour les pilotes, l’image est centrée sur des trajectoires et des profils de vols. Pour les contrôleurs aériens, elle se matérialise autour d’un secteur de l’espace avec son organisation de la circulation aérienne.
On distingue généralement plusieurs images opérationnelles communes: 
- ·      Les ressources techniques, administratives ou législatives et les procédures particulières
- ·      Le réseau de route et d’espaces particuliers
- ·      La circulation d’aérodrome et aux abords
- ·      Le relief et les obstacles à la navigation

## Structure et statut de l'information aéronautique
L’information aéronautique est née avec la demande croissante des pilotes pionniers de préparer le vol et de pouvoir faire face à ses contingences. Puis, elle s'est développée avec l'allongement du voyage aérien, et s'est consolidée autour de l'optimisation du vol en lien avec les diverses contraintes économiques, météorologiques ou environnementales. La nature et l'objet des d'informations se sont élargis au fur et à mesure de ce développement avec pour objectif de participer à la sécurité et à l'efficacité des aviations militaire et civile, qu'elle soit commerciale ou de loisir, 

### l'information aéronautique de référence[2]
A cette fin et pour le cas de l’aviation civile, dès 1953, la nature des informations a fait l’objet d’une normalisation internationale, régulièrement adaptée à travers les éditions et mises à jour de l'annexe 15 de l'OACI. Les informations se trouvent ainsi classées dans une section des AIP, numérotée sous le format [chapitre x,yz] correspondant à un chapitre, rubrique et sous rubrique. Les chapitres sont les suivants:
- GEN - généralités (5 rubriques et des sous rubriques notamment relatives aux services rendus pour le contrôle aérien ATS)
- ENR - en route (7 rubriques et des sous-rubriques notamment relatives aux espaces aériens ou aux aides de radionavigation (navaids)),
- AD - aérodromes (4 rubriques et autant de sous rubriques que d'aérodromes concernés, chacun disposant de 23 items dont un pour les cartes de l'aérodrome et de ses abords)

De la même manière, les Notam disposent d'un champ objet codifié dans l'Annexe 15 pour identifier leur objet et ainsi procéder à leur classement.autre que chronologique.
Cette classification vise initialement à faciliter la recherche de l'information par l'usager dans des documents papiers souvent volumineux. La numérisation de ces documents offre de nouvelles facilités de recherche et de consultation, qui sont démultipliées avec l'adoption d'un format électronique de l'AIP, l'electronic AIP, et l'introduction du Notam digital.
Cette structure de l'information aéronautique civile est devenue un modèle que les autorités militaires adoptent pour l'établissement des AIP militaires. Des particularités y sont ajoutés comme par exemple, les renseignements sur les survols supersoniques des avions de combat ou les services d'approche contrôlée depuis le sol (GCA- Ground-controlled approach) ou encore les moyens de radiocommunication et de radionavigation propres aux usages militaires.

### l'information aéronautique dérivée
Le nombre croissant des informations nécessaires à tous les usagers et à tous les types de vol a augmenté le volume des AIP de manière considérable. Aux vols commerciaux internationaux sont associés de multiples espaces contrôlés civils et militaires, une prolifération de routes et de trajectoires d'approches dédiés, tous spécialisés pour des vols conduits sous les règles de vol aux instruments (IFR). La préparation des vols s'en trouve rendue complexe et les compagnies aériennes font appel de plus en plus à des prestataires extérieurs pour combiner les AIPs de pays survolés et aussi pour réduire l'information à l'essentiel.
De la même manière, les usagers de l’aviation générale qui volent sous le régime des règles de vol à vue (VFR) n'ont d'intérêt que pour les informations relatives aux couches basses de l'espace et aux aérodromes accessibles. Ils se voient proposer des extraits de l'AIP ou des guides VFR qui concentrent l'information pertinente pour eux. À cet effet, l'aviation légère et sportive a vu se développer une offre d'information aéronautique ciblée par le choix des échelles des cartes, par le détail du relief ou encore des mémos de la réglementation. Dans le passé, ont ainsi été éditées des cartes et kits de navigation produits par des sociétés d'essence. Ces services proposés sont de grande valeur tant que l'information est à jour, ciblée à propos et complète, mais la responsabilité du pilote demeure quant à l'assurance de cette complétude.
Les drones utilisent et à se titre partagent l'espace aérien, généralement dans ses très basses couches, en deçà des vols des aéronefs classiques. Une information aéronautique dédiée se profile comme, en France, une carte des espaces interdits ou restreints pour les drones de loisir publiée par la direction générale de l'aviation civile (DGAC) et l'institut national de l'information géographique et forestière (IGN) sur le geoportail gouvernemental. Pour les télépilotes, elle se combine avec l'information aéronautique de référence.

## Types d'information aéronautique
La nature évolutive de l'information conduit à opérer une distinction dans les publications qui portent l'information aéronautique temporaire et l'information aéronautique permanente : sont définis comme information temporaire, les Notam (Notice to airmen) et les suppléments à l'AIP (supAIP), et comme information permanente, les AIP et les AIC,quand bien même leur mise à jour est régulière tous les 28 jours aux dates du calendrier AIRAC.
L'information aéronautique se compose également de bases de données, et on distingue alors les informations statiques, qui forment la source des informations contenues dans les AIP, des informations dynamiques, qui sont parmi ces données celles qui peuvent varier dans le temps. Ce dispositif se comprend par l'ajout d'un champ de temporalité sur l'information statique. Un modèle de base de données AIXM est retenu par l'OACI à cette fin. Ainsi une zone aérienne décrite par ses contours géographiques et les conditions d'accès se voit ajouter des champs journaliers et horaires pour déclarer son inactivation et son activation. Un moyen de radionavigation peut être déclarer hors service en le déclarant inactif dans le champ de temporalité sans à avoir à modifier son objet dans la base de données. C'est le principe même du Notam digital. Les systèmes d'informations aéronautiques sont ainsi conçus pour afficher ou occulter l’information de la base selon des filtres, notamment géographique et temporel, souhaités par l'usager afin de se limiter aux seules informations pertinentes pour son vol.

## Recueil et diffusion
L’établissement de l'information aéronautique de référence suit un processus par étapes cadencées dont les principaux jalons sont la création, le recueil, la collecte, la validation, le traitement, la mise en forme, la  publication et la diffusion. Pris ensemble, il forme une chaine de séquence (CHAIN) qui est soumise à des exigences réglementaires ou contractuelles pour l'obtention de la qualité, la précision, l'intégrité et l’interopérabilité des données aéronautiques.
La réglementation européenne a mis l'accent sur la création de l'information et de la donnée. L'initiation du processus repose sur la source (originator) qui pour être acceptée doit conclure un protocole de fourniture d'information aéronautique avec le prestataire AIS.certifié. il peut s'agir entre autres d'un commune disposant d'un aérodrome de loisir, d'un exploitant d'aéroport commercial, d'un gestionnaire de parc naturel ou encore un gestionnaire de zone militaire, la diversité des acteurs concernés, pas nécessairement membre de la communauté aéronautique, ont alors à connaître les fondements de l'information aéronautique et les conséquences dans la chaîne du manque de rigueur dans la création. De même, le demandeur d'un Notam doit pouvoir être identifié au préalable et avoir montré sa capacité à maîtriser les préavis de notifications pour être accepté.
Le prestataire de service AIS de référence recueille et collecte toutes ces informations pour les insérer dans son cycle de  production qui est rythmé avec calendrier AIRAC (Aeronautical Information Regulation And Control). L'OACI définit chaque année des dates AIRAC, une série de 28 jours de jeudi à 0;00 UTC, où les changements de l'information aéronautique dans les AIP prennent effet. Ces changements sont annoncés par un Notam déclencheur (trigger) publiés plus de 28 jours, voire 56 jours, à l'avance et une publication synchronisée. L'information aéronautique de référence est connue des usagers au moins 28 jours à l'avance pour qu'ils préparent l'introduction des changements, Pour ce faire, le prestataire de service AIS peut avoir en parallèle à certaines dates jusqu'à 3 cycles AIRAC en préparation. Ce qui le conduit à mettre en œuvre un calendrier interne de production qui demande d'obtenir des fournisseurs d'information les changements à plus de 84 jours de leur mise en service.
La diffusion des bulletins de mise à jour (BMJ)  papier ou CD-ROM aux dates AIRAC est progressivement remplacée par les mises en lignes de l'eAIP avec les marques de révision. Un délai postal de 14 jours reste en application dans le processus normalisé des 84j minimum, car même lorsque la mise en ligne aux dates AIRAC est privilégiée, il représente un créneau pour que l'information aéronautique dérivé puisse se développer.

## Réglementation
En Europe, les prestataires des services de l'information aéronautique font l'objet d'une certification de la part de leur autorité de surveillance nationale ou communautaire pour la maîtrise du processus complexe de création, recueil, collecte, validation, traitement, mise en forme, publication et diffusion des informations, renseignements et données idoines. La pertinence, la qualité et la fourniture aux bons récipiendaires dans le temps imparti de certaines informations aéronautiques sont devenues critiques pour la sécurité des vols lorsque le processus est entièrement réalisé par la voie électronique et par un échange automatique entre calculateurs, incluant le système de gestion de vol (FMS) à bord des avions modernes.
C'est dans ce cadre que l'OACI a développé au niveau mondial depuis 2009 une stratégie et une feuille de route pour la transition de l'AIS vers l'AIM -des services orientés vers les produits vers des services centrés autour des données. L'OACI a amendé en conséquence l'Annexe 15 et a publié en 2015 des procédures de navigation aérienne associées PANS-AIM (doc 10066).
Un règlement européen (CE) 2010/73 relatif à la qualité des données aéronautiques (ADQ)  a été publié pour encadrer la partie amont du processus de gestion des informations aéronautiques de référence, à savoir les création, recueil et traitement, ainsi que leur qualité en termes de confiance, et pour les données, leurs précisions, résolutions et intégrités. La mise en œuvre de ses exigences implique pour les prestataires des services d'information aéronautique de référence une mise à niveau de leur relation contractuelle avec les fournisseurs des données (essentiellement les aérodromes et les services civils et militaires de la navigation aérienne) ainsi que le développement d'un système d'information informatique qui dispose du modèle de données AIXM. Cela de manière à permettre les échanges numériques avec les autres prestataires étrangers de référence, en vue de réduire les discontinuité aux frontières , mais aussi avec les fournisseurs de l’information aéronautique dérivé. Un projet de règlement (dit ADQ2) pour encadrer la partie aval du processus qui leur était destiné a achoppé.
En France, l'information aéronautique de référence s'insère dans le cadre de la politique gouvernementale de l'open data.
Le règlement ADQ est abrogé avec l'entrée en vigueur au 27 janvier 2022 du nouveau règlement (EU) 2020/469. il reprend principalement les exigences de l'amendement 40 de l'Annexe 15 de l'OACI et les dispositions de l'ADQ portant sur la qualité des données.

## L'information aéronautique dans le monde
Les 193 États membres de l'OACI s’engagent à appliquer les normes et pratiques recommandées (SARPS) de l'Annexe15. Par le biais de documentation et de formation et de ses bureaux régionaux, l'OACI encadre la mise en œuvre harmonisée au niveau mondial. Cependant, cette application se fait dans le contexte institutionnel, économique et juridique de chacun et des différences apparaissent.

### Le référentiel européen
La création du ciel unique européen (SES) a mis en exergue une fonction de gestion des flux de trafic aérien ( ATFM) qui vient compléter les services du contrôle arien (ATS) classiques. Cette fonction, dévolue à l'organisation internationale Eurocontrol par la Commission européenne en tant que gestionnaire de réseau (Network Manager-NM), engendre des besoins de collecte et de diffusion d'informations supplémentaires. Celles-ci portent sur les capacités de contrôle des organismes de contrôle et les éventuels restrictions liées aux saturations de volumes d'espaces ou de routes ou de niveaux de vol si la demande était satisfaite. L'information produite vise à fluidifier l'espace aérien en développant des plans d'usage de l'espace (AUP) et des documents relatifs aux disponibilités des routes (RAD), sur la base des principes de l'information aéronautique: publication avec préavis selon le calendrier AIRAC, annonce par des messages Notam trigger, mais l'usage d'un portail des opérations de réseau (NOP portal) pour les usagers de l'espace aérien est privilégiée.
Eurocontrol a lancé et exploite un portail pour la base européenne de données aéronautiques (EAD). À chaque cycle AIRAC, les prestataires AIS affiliés à l’organisation sont engagés à fournir leurs informations statiques (SDO) sous forme de base de données selon le format AIXM et une copie électronique de leurs AIP (PAMS) et en temps réel la copie de leurs Notam internationaux (INO) selon une numérotation spécifiée par l’organisation. Cette normalisation du processus de concentration des informations nationales  permet de fusionner les données et de fournir aux usagers un accès unique à toutes les informations aéronautiques de États membres de l’organisation. Certains États qui ont abandonné la publication en langue nationale ont migré leur information aéronautique dans le dispositif de EAD. Celui-ci a été certifié comme service pan-européen par l'Agence Européenne de la Sécurité Aérienne (EASA) au titre du règlement (EU) No 1035/2011. Son périmètre s'ouvre à d'autres prestataires AIS dans le monde avec l'hébergement des informations aéronautiques du Canada, du Brésil, de l'Afrique du sud.

### Le référentiel des États-Unis
Les Etats-Unis dispose d'un grand nombre d'aérodromes et historiquement l'échange d'informations avec les pilotes relevait de leur prérogative. Ce dispositif perdure et le prestataire national désigné au niveau OACI, la FAA, a mis en place avec chaque une délégation du service de Notam les concernant avec des types et un format particuliers. Le système US a conservé les types de  Notams de classe I et de classe II qui ont disparu en  1989 avec la mise en œuvre d'une nouvelle normalisation par l'OACI . Cependant, pour satisfaire à ses obligations internationales, la FAA collecte ainsi tous les Notams des aérodromes nationaux et les convertit au format international en ajoutant les autres types de Notams dans la base de données. Une passerelle d'échanges est mise en place entre la FAA et EAD pour une recopie des Notams dans chacune des bases.
De même, la FAA délègue la publication des AIP à des tiers et ne conserve que la mise en ligne. Les informations aéronautiques de référence sont contenues dans un document nommé Aeronautical information manual (AIM) et repose sur une structure de 10 chapitres qui ne respectent pas la structure adoptée par l'OACI.

### Autres référentiels
Eurocontrol publie sur son site les liens idoines pour consulter les AIPs du monde disponibles par le web.
Les États du Moyen Orient mettent en œuvre une base de données MIDAD basée sur les principes du dispositif EAD pour agréger des informations aéronautiques de leur région géographique ou politique. Les États d’Afrique et notamment de l'ASECNA s’intéressent également à ce dispositif de mise en commun des données et des ressources. Cette activité demande des efforts d’harmonisation au préalable enter les formats de données et les modèles d'échanges de données.